# Femme fatale (film 2002)
Femme fatale è un film del 2002 scritto e diretto da Brian De Palma, interpretato da Rebecca Romijn e Antonio Banderas, presentato fuori concorso al 55º Festival di Cannes.

## Trama
La vicenda prende slancio al Festival di Cannes del 2001, alla première del film Est-ovest - Amore-libertà (che fu una vera première del Festival nel 1999). Il regista Régis Wargnier e la star del film Sandrine Bonnaire (nel ruolo di loro stessi) sfilano sul tappeto rosso accanto a Veronica, una bellissima modella bruna, vestita solamente di un gioiello d'oro a forma di serpente e tempestato di diamanti. La ladra mercenaria Laure Ash, fingendosi una fotografa, riesce a entrare indisturbata e a sedurre Veronica. Nelle toilette del teatro si svolge un conturbante incontro lesbico, in cui la ladra cerca di rubare il serpente d'oro. Non tutto fila liscio come pianificato: i complici vengono presi, e Laure decide allora di fare tutto da sola e abbandona il resto del gruppo.
A Parigi, una serie di eventi fa sì che Laure venga scambiata per la sua stessa sosia, una donna parigina di nome Lily, recentemente scomparsa, sconvolta per la morte del marito e del figlio. I genitori di Lily la scambiano per la loro figlia e la conducono a casa. Mentre Laure si rilassa in una vasca a casa di Lily, la vera Lily ritorna e si suicida mentre Laure osserva segretamente, fornendo a Laure l'opportunità di prendere la sua identità per sempre, lasciando il Paese per gli Stati Uniti d'America.
Sette anni dopo, Laure (nella sua identità di Lily) riappare a Parigi come moglie di Bruce Watts, il nuovo ambasciatore americano in Francia. Dopo essere arrivata in Francia, un paparazzo spagnolo di nome Nicolas Bardo le scatta una foto. L'immagine è esposta in giro per Parigi, e il suo complice Black Tie, che è stato casualmente scarcerato sette anni dopo essere stato arrestato per la rapina, vede la foto scattata da Bardo. Laure, esposta ai suoi ex complici vendicativi, decide quindi di manipolare Bardo, con cui ha anche una relazione sessuale. Alla fine la coppia si incontra con Bruce per un riscatto, ma Bardo ha una crisi di coscienza all'ultimo momento, sabotando il piano. Per rappresaglia, Laure uccide sia Bruce che Bardo.
La scena cambia e tutti gli eventi del film dopo che Laure è entrata nella vasca di casa di Lily si rivelano un sogno. Laure spia Lily che entra in casa come prima, ma questa volta le impedisce di suicidarsi e le regala il suo biglietto per gli Stati Uniti d'America, in modo da regalarle anche la bella vita che avrebbe fatto al suo posto, che aveva visto nel sogno premonitore mentre si era assopita durante il bagno, divenendo la moglie dell'ambasciatore statunitense senza, però, i risvolti negativi sognati. Sette anni dopo, Laure e Veronica, che si è rivelata essere la compagna di Laure da sempre, parlano del successo del loro colpo. Black Tie e Racine arrivano in cerca di vendetta, ma vengono uccisi dallo stesso camion che ha ucciso Veronica nel sogno di Laure. Bardo, testimone di tutti questi eventi, si presenta a Laure, giurando di averla incontrata prima, con Laure che risponde "Soltanto nei miei sogni".

## Produzione
Brian De Palma all'inizio non riuscì a trovare la ragazza giusta per la parte di Veronica. Fu Rebecca Romijn a convincerlo che una delle sue amiche, la modella danese Rie Rasmussen, sarebbe stata perfetta. Una volta incontrata, De Palma scritturò subito Rie, soprattutto perché si innamorò del modo in cui camminava. Non accreditato, nel piccolo ruolo di un agente, recita John Stamos, all'epoca marito di Rebecca Romijn.

## Citazioni
- Il film che viene proiettato in apertura dal televisore della stanza è un film noir del 1944, intitolato La fiamma del peccato, la cui protagonista rispecchia il classico ruolo di dark lady (o femme fatale) tipico del genere noir. Il fatto che Laure venga inquadrata dal riflesso creatosi sul televisore, dove è presente l'immagine della protagonista de La fiamma del peccato, ci suggerisce la corrispondenza tra le due donne, entrambe femmes fatales.
- Il film proiettato al Festival di Cannes è Est-ovest - Amore-libertà nella versione originale.
- Il brano musicale che fa da sfondo alle scene durante il Festival di Cannes è basato sul Bolero di Ravel. La base e l'orchestrazione sono invariate; invece, è suonata una melodia differente, con continui riferimenti al tema raveliano originale.